# George Washington Goethals
George Washington Goethals, ameriški general in inženir, 29. junij 1858, † 21. januar 1928.
Generalmajor Goethals je najbolj znan kot glavni nadzorni inženir graditve Panamskega kanala.